# تپه لفته بزرگ
تپه لفته بزرگ مربوط به دوره صدر اسلام تا  دوره صفویه است و در شهرستان دهلران، بخش موسیان، ۵/۵ کیلومتری جنوب شرقی شهر موسیان واقع شده و این اثر در تاریخ ۳۰ دی ۱۳۸۵ با شمارهٔ ثبت ۱۶۹۱۳ به عنوان یکی از آثار ملی ایران به ثبت رسیده است.